# Saint-Gervais (Gironde)
Saint-Gervais egy francia település Gironde megyében az Aquitania régióban. Lakosainak száma 1981 fő (2022. január 1.).

## Földrajz
Saint-Gervais Saint-Laurent-d’Arce, Saint-Vincent-de-Paul, Prignac-et-Marcamps, Saint-André-de-Cubzac és Virsac községekkel határos.

## Adminisztráció
Polgármesterek:
- 2001–2020 Alain Dumas

## Demográfia
| Lakosok száma | 808  | 1026 | 1204 | 1398 | 1659 | 1817 | 1878 | 1905 | 1919 | 1981 |
|               | 1968 | 1982 | 1990 | 2006 | 2013 | 2015 | 2017 | 2019 | 2020 | 2022 |